# کوآن یول
کوآن یول (انگلیسی: Gwon Yul; ۱ ژانویهٔ ۱۵۳۷ – ۶ ژوئیهٔ ۱۵۹۹) فرمانده کل قوا در تهاجم ژاپن به کره (۱۵۹۸–۱۵۹۲) اهل پادشاهی چوسان بود.